# 소몬 에어
소몬 에어(타지크어: Сомон Эйр, 영어: Somon Air)은 타지키스탄의 항공사이며, 허브공항은 두샨베 국제공항이 있다.

## 역사
2008년 2월 5일부터 모스크바로 정기 항공편을 운항하기 시작했다. 소몬 에어은 또한 타지키스탄 대통령과 타지키스탄의 고위 관료들의 공식 운송 업체로도 활동하고 있다. 소몬 에어는 주로 여객 수송 및 동유럽 및 기타 지역으로의 수송에 중점을 두었다. 대부분의 목적지는 두샨베에서 운항한다. 2009년 8월 초, 소몬 에어는 IATA의 IATA BSP에 가입하여 국제선 통행 계약(MITA)을 채결했다. 소몬 에어는 인터 라인 계좌, 항공사 제휴 회사 및 여행 파트너의 정착 서비스를 제공하는 IATA 클리어링 하우스의 회원이 되었다. 2017년 9월 소몬 에어는 IATA 회원 자격을 얻었으며 독립 국가 연합(CIS), 유럽 및 아시아의 주요 항공사들과 인터 라인 계약을 맺기 위해 노력하고 있다. 2019년 7월, 소몬 에어는 두샨베 본사에서 항공 전문가를 위한 항공 훈련 센터를 개설했다.
주로 동유럽 및 기타 지역으로의 승객 서비스 및 운송에 중점을 둔다. 국제 목적지로 가는 대부분의 항공편은 Dushanbe에서 운항한다. 2009년 8월 초 소몬 에어는 IATA(International Air Transport Association)의 IATA 청구 및 결제 계획에 합류했다. 1월 기준 2013년, 항공사는 14개 BSP 국가에 참여한다. BSP는 전 세계적으로 여객 판매 대리인과 항공사 간의 판매, 보고 및 송금 절차를 간소화하도록 설계된 결제 시스템이다. 2013년 4월 소몬 에어는 IATA MITA(Multilateral Interline Tragic Agreement)에 합류했습니다.

## 보유 기종
- 2019년 11월 기준으로 소몬 에어는 다음과 같이 보유하고 있다.

## 같이 보기
- 타지키스탄의 항공사 목록